# カロリーネ・フォン・ヘッセン＝ローテンブルク

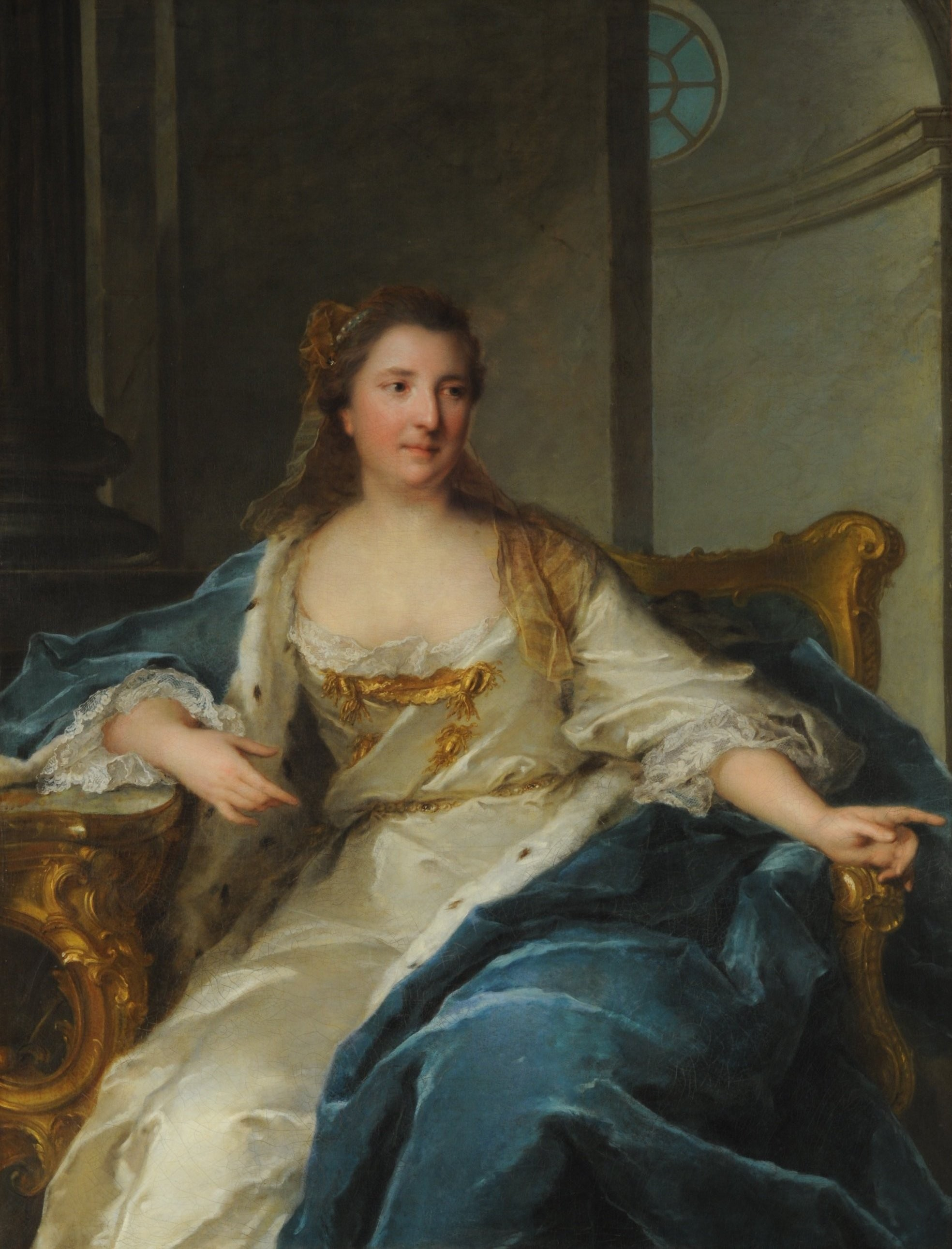
ブルボン公爵夫人、ジャン＝マルク・ナティエ画

カロリーネ・フォン・ヘッセン＝ラインフェルス＝ローテンブルク（Caroline von Hessen-Rheinfels-Rotenburg, 1714年8月18日 - 1741年6月14日）は、ブルボン公ルイ・アンリの2番目の妻。ドイツ人。フランス語での姓名はカロリーヌ＝シャルロット・ド・エス＝ランフェル＝ロータンブール（Caroline-Charlotte de Hesse-Rheinfels-Rotenbourg）。フランス宮廷での肩書はコンデ家当主の妻の慣例にならいブルボン公爵夫人（duchesse de Bourbon）、マダム・ラ・デュシェス（Madame la Duchesse）。

## 生涯
ヘッセン＝ローテンブルク方伯エルンスト・レオポルトとその妻エレオノーレ・ツー・レーヴェンシュタイン＝ヴェルトハイム＝ロシュフォールの間の五女。10人きょうだいの8番目である。評判の美少女で、ヘッセン家のカトリック分家の出という家柄の良さもあり、ルイ15世王の有力な花嫁候補の1人となった。しかし、兄弟姉妹に女子が多く、男子にも口唇口蓋裂の障害のある子が生まれているという遺伝的な理由から、最終候補から除外された。
1728年7月14日、14歳の誕生日の1か月前にブルボン公とサリーで結婚。夫は22歳も年上の男やもめで、既に片目の視力を失い、若い頃の魅力的な容姿を失っていた。しかも当時、王の失寵を蒙りシャンティイ城に逼塞していたため、新婚生活はこの郊外の城館で送ることとなった。1730年夫が王と和解すると同時に宮廷への伺候を許され、パリのオテル・ド・コンデに住んだ。1740年夫と死別、翌1741年自身も26歳で死去。遺体はパリのカルメル・ド・フォーブール・サン＝ジャック教会に安置された。夫妻の幼い一人息子ルイ・ジョゼフ（1736年 - 1818年）の養育は放蕩者の義弟クレルモン伯爵に委ねられた。
サド侯爵の母マリー・エレオノール・ド・マイエ（1712年 - 1777年）とは縁戚関係にあり、侍女を務めさせていた。サド侯爵が1740年6月オテル・ド・コンデに生を受けたのはこの縁による。
彼女の死後2人の姪がフランス宮廷に入った。一人はヘッセン＝ローテンブルク公女ヴィクトリアで、スービーズ元帥の3人目の妻となった。もう一人のサヴォワ＝カリニャン公女マリー・ルイーズは王家の支族の1人ランバル公に嫁ぎ、マリー・アントワネットの女官長を務め、フランス革命中に非業の死を遂げた。

## 引用
1. ↑  Huberty 1976, pp. 108, 129, 146–147, 153–154.
2. ↑  Huberty 1976, p. 75.
3. ↑  アラン・ドゥコー（著）・柳谷巖（訳）『フランス女性の歴史2』大修館書店、1980年、P125。
4. ↑  Meyrac's footnote in d'Angerville, p. 33.
5. ↑  Royalty Guide